# Yves Joseph de Kerguelen de Trémarec
Pour les articles homonymes, voir Kerguelen.
Yves Joseph de Kerguelen de Trémarec, né le 13 février 1734 au manoir de Trémarec, à Landudal (actuel Finistère), et mort le 3 mars 1797 à Paris, est un officier de marine et un navigateur français du XVIIIe siècle. Il découvre les îles de la Désolation, auxquelles l'explorateur anglais James Cook donne ensuite le nom d'archipel des Kerguelen.

## Biographie

### Origines et famille
Yves Joseph de Kerguelen de Trémarec descend de la famille de Kerguelen, une famille de la noblesse bretonne. Un arrêt du 10 juin 1670 confirme le maintien dans la noblesse d'Hervé de Kerguelen (son arrière-grand-oncle). La maison de Kerguelen a possédé les seigneuries de Kerguelen et de Trémarec (paroisse de Saint-Thois), de Kermathéano, de Plogastel-Saint-Germain, de Kerroc'h, de Landrévarzec, de Penanrun, et de Dirinon.
Son père, Guillaume-Marie de Kerguelen, seigneur du Carpont et de Trémarec (20 janvier 1701-27 décembre 1750), officier au régiment du Piémont, commandant un bataillon de milices garde-côtes. Sa mère est Constance-Rose Morice de Beaubois (1702-1746). Orphelin à 16 ans, il se retrouve avec la charge de ses trois sœurs cadettes dont Catherine Marie Anne de Kerguelen (1736-1810) qui épousera Louis-Charles Poillot de Marolles, chevalier, seigneur d'Auvilliers et Anne-Marie de Kerguelen (1743-?). Le frère capucin Hyacinthe de Kerguelen de Kerbiquet (1637-?) est son grand-oncle.
N'ayant pas de fortune, il entre - après des études au collège des jésuites de Quimper - dans la Marine royale et intègre en juillet 1750 la compagnie des Gardes de la Marine au département de Brest où l'on formait les futurs officiers du grand corps des vaisseaux recrutés uniquement dans la noblesse et devient en 1755 enseigne de vaisseau [réf. nécessaire].

### Débuts dans la Marine royale
Sa formation terminée, il embarque successivement sur les vaisseaux Le Prothée, Le Tigre, puis sur la frégate L'Héroine. À l'issue de ces embarquements qui complètent sa formation, il est nommé enseigne de vaisseau et embarque le 13 octobre 1755 sur la frégate L’Émeraude, commandée par Étienne Louis de Perier. Affecté ensuite au service du port de Brest, il reçoit le brevet de lieutenant d'artillerie et, en 1757, rejoint Dunkerque pour commander une compagnie franche d'infanterie de vaisseaux. C'est dans cette garnison qu'il fait la connaissance de Marie-Laurence de Bonte, issue d'une famille flamande, qu'il épouse le 13 mars 1758.
Son beau-père, ancien bourgmestre de Dunkerque arme Le Sage, un navire de 56 canons et 450 hommes d’équipage, à la course pendant la guerre de Sept Ans. Kerguelen en prend le commandement en janvier 1761. De mars à juillet 1761, promu enseigne de vaisseau, il prit une part active à la guerre de Sept ans. En 1760, avec le vaisseau le Sage, de 64 canons, armé en course par son beau-père, ancien bourgmestre de Dunkerque, il bataille dans la mer des Antilles, dans l'escadre d'Étienne de Perier. Pendant cette campagne, son escadre s'empare de 10 navires puis, trompant la vigilance de l’ennemi, il pénètre dans le port de Lorient, bloqué par une escadre anglaise, forte de 7 vaisseaux.
Il se livre parallèlement à l'une de ses passions : l'hydrographie[réf. nécessaire].
Promu lieutenant des vaisseaux du Roi en 1763, il effectue des relevés hydrographiques en Bretagne, ce qui détermine son admission à l'Académie de marine en tant que membre-adjoint. En 1764, il rédige ses Observations sur la dispositions des vaisseaux de guerre.

#### Campagnes dans l'Atlantique nord (1767-1768)

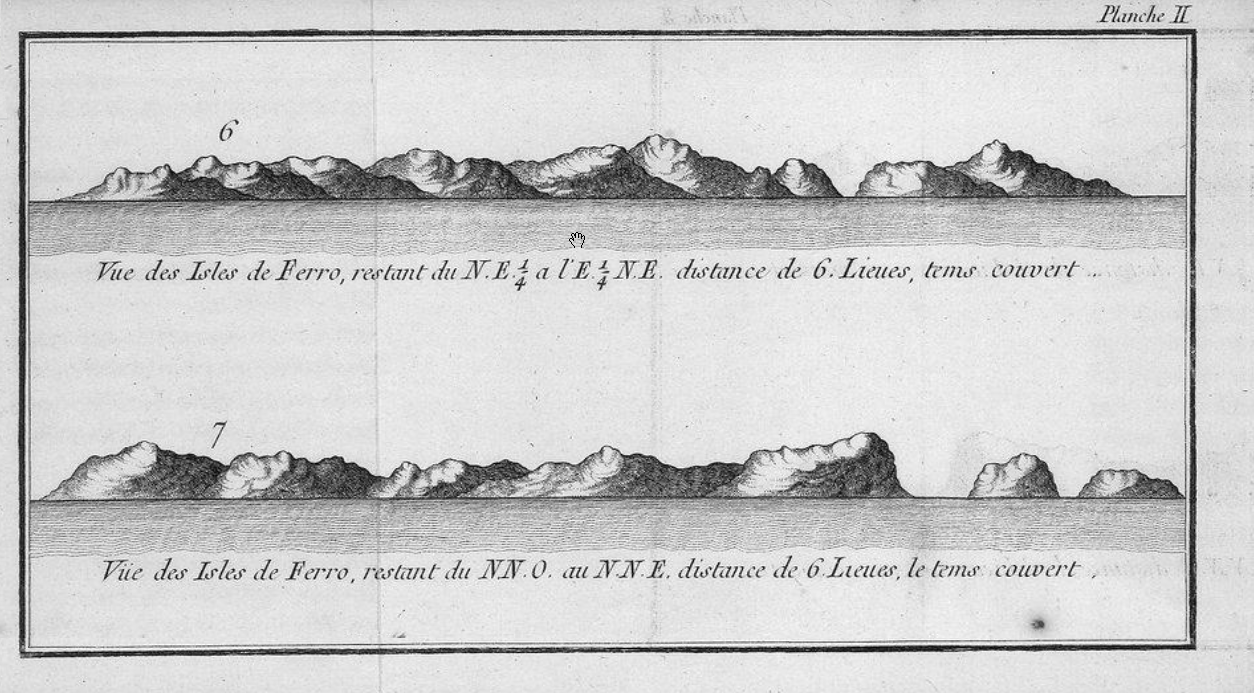
Les îles Féroé vues par Yves de Kerguelen-Trémarec en 1767, durant son voyage dans l'Atlantique Nord.

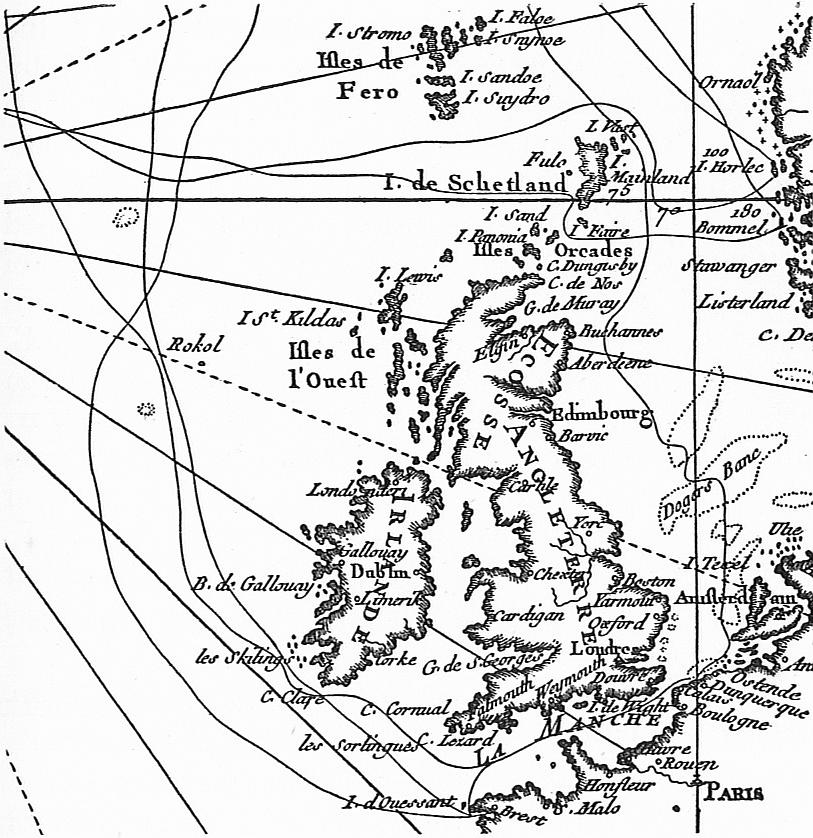
Carte montrant la position de Rockall, publiée par Kerguelen en 1771.

En 1767, il obtient le commandement de La Folle pour effectuer une campagne de protection des pêcheurs de morue en Islande. Au cours de cette expédition, il se rend dans les environs de Rockall, ou Rokol, un rocher isolé situé dans l'Atlantique Nord.
Bien qu'il ne se soit probablement pas approché suffisamment près pour apercevoir le rocher, ni même à moins de 150 milles nautiques, il semble que Kerguelen ait disposé de bonnes informations à son sujet. Sur la carte qu'il dresse alors, il ne situe le rocher de Rockall qu'à 16 milles au nord de sa position actuelle et décrit avec précision sa forme et le récif d'Helen's Reef (qui n'a été dénommé qu'à partir de 1830), situé à proximité. Dans la Relation d'un voyage dans la Mer du nord, aux côtes d'Islande, du Groenland, de Ferro, de Schettland... qu'il écrit à son retour, Kerguelen note (p. 161) :

« L'isle Rokol n'est marquée sur aucune carte françoise ; mais je suis très certain qu'elle existe. J'ai prié M. Bellin de la placer : elle est par 57 degrés 50 minutes de latitude & par 16 degrés de longitude occidentale. Cette isle est très saine ; c'est un rocher escarpé, qui paroît quatre de lieues comme un navire, on l'a pris pour tel plusieurs fois. Dans l'est de l'isle Rokol, à un quart lieue, il y a une roche sous l'eau qui brise. »

Il publie une carte de la zone en 1771 au début de ce livre.
En 1768, il repart dans l’Atlantique nord au Groenland et à Bergen en Norvège avec la corvette L'Hirondelle et devient familier avec la navigation dans les mers froides. Il ramène en 1768 deux oursons blancs pour la ménagerie du roi Louis XV, le futur Jardin des Plantes.

### Première expédition
Kerguelen s'intéresse à ce qui est une des grandes préoccupations des milieux scientifiques et littéraires de son temps : l'existence d'un continent austral qu'on situait dans le Pacifique sud et dont Bouvet de Lozier avait cru apercevoir l'extrémité en 1739 (le cap Circoncision, en réalité l'île Bouvet).

« Je me rendis à Versailles au mois de septembre 1770, pour proposer à M. le duc de Praslin, ministre de la Marine, le plan d'une campagne de découverte dans les mers antarctiques. Je vis que ce n'était pas le moment d'entreprendre de pareilles opérations. […] Les affaires s'étant [ensuite] arrangées avec la cour d'Angleterre, […] l'occasion devint favorable pour proposer le voyage de découverte. […] On me donna le commandement du vaisseau du Roi le Berrier, qui étoit à l'Orient. […] J'embarquai 14 mois de vivres pour 300 hommes d'équipage. […] Le premier jour de mai [ 1771 ], je mis à la voile. […] Je coupai la ligne le 10 juin par vingt-deux degrés de longitude occidentale du méridien de Paris, dont je me servirai toujours […] J'arrivai à l'Isle de France le 20 août. »

Lors de son escale à l’Île de France, il est bien accueilli par le gouverneur des Roches et l'intendant Poivre. Il y rencontre également Commerson, Marion-Dufresne, et le jeune Lapérouse. Il y remplace son gros vaisseau contre la flûte La Fortune et la gabarre le Gros Ventre, deux navires plus légers, mieux adaptés à l'objet de sa mission. Le 12 février 1772, dans le sud de l'océan Indien, il aperçoit une terre où il croit voir le continent austral, et lui donne le nom de France australe. Il s'agit en fait de l'archipel des Kerguelen. Le gros temps empêche tout débarquement jusqu'au 13 février, jour où un enseigne du Gros Ventre Charles-Marc du Boisguéhenneuc (en), peut débarquer sur la plage de la Possession pour effectuer la prise de possession du territoire au nom du roi de France.
La tempête sépare les navires, et Kerguelen poursuit sa route seul, abandonnant le Gros Ventre, commandé par Louis Aleno de Saint-Aloüarn. Il arrive à Brest le 16 juillet 1772, tandis que le second navire l'attend et le recherche vainement. Le Gros Ventre poursuit les escales selon l'ordre annoncé, dans des conditions effroyables, vers les côtes australiennes et Timor avant de regagner l’île de France, le 5 septembre. Malgré cette aventure, Lapérouse rapporta que Kerguelen « fut reçu en France comme un nouveau Christophe Colomb ». À Versailles, il fait au roi une description très optimiste des ressources des terres qu'il avait découvertes, convainquant le roi d'ordonner une seconde expédition. Le roi, content de ses services, le nomme capitaine de vaisseau et lui remet la croix de Saint-Louis. Il ne sait pas encore que le Gros Ventre a réapparu, ni que les témoignages des survivants vont à l'encontre du sien.

### Seconde expédition
Le 26 mars 1773, c'est avec deux navires lourds, Le Roland et L'Oiseau, qu'Yves-Joseph de Kerguelen part de Brest pour un deuxième voyage d'exploration de la France australe. La mission va même au-delà puisqu' embarquent avec lui des colons prêts à s'installer sur la nouvelle terre. Kerguelen commande Le Roland et Charles-Louis Saulx de Rosnevet L'Oiseau. Juste après son départ, on apprend que Le Gros ventre, le second navire de son précédent voyage, n'est pas du tout perdu et que son capitaine réfute les descriptions de Kerguelen. Le camp de base pour la conquête du continent austral est l'Isle de France et un senau, La Dauphine, lui est fourni en renfort. A son bord, embarquera François de Pages, qui a réalisé un tour du monde à pied les années précédentes.
En suivant la même route que l'année précédente, l'expédition retrouve les côtes déjà visitées des îles qui deviendront l'archipel des Kerguelen. Mais elles sont bien différentes des descriptions idylliques qui avaient justifié l'expédition ; le relief et les conditions météorologiques ne permettront qu'une courte incursion à terre le 6 janvier 1774, au site du futur Port-Christmas dans la baie de l'Oiseau (du nom de la frégate commandée par Rosnevet), site qui présente l'avantage d'être un havre naturel idéal pour jeter l'ancre et où il laisse un nouveau message de prise de possession pour la couronne française (qui sera trouvé et reconnu par James Cook en 1776). Parmi ces scientifiques, se trouvent notamment le naturaliste Jean Guillaume Bruguière. Kerguelen gagne Madagascar avec le comte Beniowski, un aventurier hongrois qu'il avait déjà rencontré à deux reprises à l'Isle de France, puis en métropole.
Beniowski avait obtenu du roi Louis XV mission de former un établissement français à Madagascar. Le style et les méthodes de Beniowski avaient déjà inquiété le gouverneur de l'Isle de France. Kerguelen fait profiter Beniowski du matériel prévu pour la colonisation de la France australe et l'accompagne dans une répression violente des villageois malgaches.

## Difficultés du retour

### Condamnation
Au retour à Brest, les choses se passent mal. Louis XV étant mort, les soutiens de Kerguelen au ministère de la Marine avaient changé. Kerguelen est traduit  en Conseil de guerre sous les chefs d'accusation suivants : avoir embarqué une fille clandestine (il avait fait embarquer sa jeune maîtresse de 14 ans déguisée en valet de chambre, Louise Seguin, et d'autres passagères avec lesquelles il a vécu « de la manière la plus indécente, la plus scandaleuse [...] cette conduite ayant atténué le respect et la considération dus à son état.[....] cause des désordres qui ont régné dans son vaisseau », s'être enrichi personnellement par trafic de pacotille, avoir mal commandé, ne pas avoir obéi aux instructions. Mais il lui est surtout reproché l’interruption de son voyage et la description avantageuse qu'il avait faite de terres inhabitables, ceci afin de promouvoir l'expédition. Sa collusion avec Beniowski n'est toutefois pas évoquée.
Le Conseil de guerre de Brest, présidé par le vice-amiral D'Aché, le condamne, le 15 mai 1775, à six ans de forteresse et à la radiation de l'état des officiers du roi. De 1775 à 1778, il est emprisonné au château de Saumur, dont le gouverneur, le Chevalier du Petit Thouars, est le père du futur officier de marine et héros d'Aboukir, Dupetit-Thouars. Lors de sa détention, il fera la rencontre de François Peltier.

### Négrier
L'un des griefs retenus contre lui est le commerce illicite et notamment la traite des Noirs effectuée lors de sa mission (en 1727, Louis XV en avait fait défense aux capitaines et officiers servant sur les vaisseaux du roi). La présence encombrante de pacotille sur l'entrepont avait gêné l'équipage ; de plus, Yves de Kerguelen avait abrégé délibérément la durée de l'expédition australe, uniquement pour être avant la mauvaise saison à Madagascar où il espérait sans doute acheter quelques esclaves. En échange de tabac et de poudre provenant de sa pacotille « huit nègres que l'aide-pilote acheta pour le compte de M. de Kerguelen » furent conduits sur le navire alors que celui-ci mouillait à l'Île de France ; Kerguelen revendait six ou sept d'entre eux avec bénéfice, et conservait pour lui les deux derniers.

### Dernières aventures
Il est libéré en 1778, réintègre la Marine, repart faire la guerre de course sur la corvette La Comtesse de Brionne et se bat pendant la Guerre d'Amérique.
En 1781, Kerguelen décide une nouvelle expédition de découvertes. Il choisit le Liber Navigator, 150 tonneaux et 6 canons, armé par Aubry de La Fosse, armateur négrier de Nantes. Le projet est financé par le marquis de Louvois (arrière petit-fils du célèbre ministre de Louis XIV et avant dernier porteur du titre), Kerguelen lui-même, et la famille Peltier qu'il a rencontré lors de sa détention à Saumur. Louvois s'étant désisté, Jean-Joseph Carrier de Montieu, fabricant d'armes à Saint-Étienne et armateur à Nantes, décide de participer. Mais, faute de trésorerie, il doit tirer des traites sur deux autres armateurs nantais, Étienne Carrier et Jean Peltier Dudoyer. Ils sont munis de passeports français et anglais quand ils sortent de l'estuaire le 24 juillet. Mais un navire britannique les intercepte et ils sont emmenés en détention en Irlande. Les Anglais, méfiants, fouillent le navire et y trouvent un projet d'invasion de l'île de Sainte-Hélène. Une idée conçue dans un moment d'oisiveté, dira Kerguelen...
En 1782, Kerguelen publie sa Relation de deux voyages dans les mers australes et des Indes, faits en 1771, 1772, 1773 et 1774... Un arrêt condamne immédiatement cet ouvrage au pilon, à la suite d'un arrêt du Conseil du Roi, en date du 23 mai 1783.
En 1776, James Cook appelle déjà ces terres « îles de la Désolation » ou « Terre de Kerguelen ».
Il se rallie à la Révolution, il est fait contre-amiral. Arrêté en 1794, il est libéré, retrouve son grade et participe à la bataille de Groix le 16 juin 1795. Il est mis à la retraite en 1796. Kerguelen meurt l'année suivante, à Paris, à l’âge de 63 ans, le 3 mars 1797 (13 ventôse de l'an V de la République).

## Ouvrages
Au cours de sa carrière, Kerguelen fait publier plusieurs récits de ses voyages et réflexions personnelles sur l'état de la Marine en France : 
- Relation d'un voyage dans la Mer du nord, aux cotes d'Islande, du Groenland, de Ferro, de Schettland, des Orcades & de Norwége ; fait en 1767 & 1768, Amsterdam & Leipzig, 1772, 220 p. (lire en ligne)
- Relation de deux voyages dans les mers australes & des Indes, l'original[30]
- Relation de deux voyages dans les mers australes & des Indes fait en 1771, 1772, 1773 & 1774 : ainsi que quelques lettres ou mémoires sur la marine, & un état des services de M. de Kerguelen, La Découvrance, 2000, 183 p. (ISBN 2-84265-140-5)
- Mémoire sur la Marine, adressé à l'Assemblée nationale, Imprimerie de Léonard Danel, 1789, 17 p.
- Relation des combats et des évènements de la guerre maritime de 1778 entre la France et l'Angleterre, mêlée de réflexions sur les manœuvres des généraux : précédée d'une adresse aux marins. sur la disposition des vaisseaux pour le combat: et terminée par un précis de la guerre présente, des causes de la destruction de la marine, et des moyens de la rétablir, Impr. de Patris., 1796, 403 p.

### Sources et bibliographie
- Pierre Marie François de Pages, Voyages autour du monde et vers les deux poles, par terre et par mer, pendant les années 1767, 1768, 1769, 1770, 1771, 1772, 1773, 1774 & 1776, Paris, Moutard, 1782, 2 volumes ;
- Jean-François de Galaup, comte de La Pérouse, Nouvelle bibliothèque des voyages anciens et modernes, vol. 6, Paris, Didot, 1850, 395 p. (lire en ligne), p. 5-6 ;
- Auguste Dupouy, Le Breton Yves de Kerguelen, Paris-Bruxelles, La Renaissance du livre, 1928 ;
- Alain Boulaire, Kerguelen, Le phénix des mers australes, France-Empire, 1997 ;
- Hubert Sagnières « Routes Nouvelles, Cotes Inconnues »  Chapitre 3, Flammarion, 2023,  (ISBN 9782080428448)
- Isabelle Autissier, Kerguelen, le voyageur du pays de l'ombre, Paris, Grasset, 2006, 312 p. (ISBN 2-246-67241-4) ;
- Serge Duigou, L'Australie oubliée de Saint-Allouarn, Quimper, Éditions Ressac, 1989 ;
- Maurice-Raymond de Brossard, Kerguelen, Éditions France-Empire, 1970 ; tome 1 : « Le découvreur », tome 2 : « Le découvreur et ses îles » ;
- Gracie Delépine, Histoires extraordinaires et inconnues dans les mers australes, Kerguélen, Crozet, Amsterdam et Saint-Paul, éd. Ouest France, Rennes, 2002,  (ISBN 2-7384-6680-X) ;
- Philippe Godard et Tugdual de Kerros, Louis de Saint Aloüarn, lieutenant des vaisseaux du Roy : un marin breton à la conquête des terres australes, éditions Les Portes du Large, 2002.
- Tugdual de Langlais, L'armateur préféré de Beaumarchais Jean Peltier Dudoyer, de Nantes à l'Isle de France, Éd. Coiffard, 2015, 340 p.  (ISBN 9782919339280).